# ۳ دسامبر
۳ دسامبر در تقویم گرگوری، سیصد و سی و هفتمین (در سال‌های کبیسه سیصد و سی و هشتمین) روز سال است. ۲۸ روز تا پایان سال باقی است.

## رویدادها
- ۱۶۷۴ – ایجاد شهر شیکاگو در کنار دریاچه میشیگان توسط کشیشی فرانسوی به نام «مارکت».
- ۱۹۸۴ – فاجعه نشت گاز از کارخانه یونایتد کارباید در بوپال هند.
- ۲۰۰۷ - شکست طرح هوگو چاوز در همه‌پرسی ونزوئلا.[۱]

## زادروزها
- ۱۳۶۸ - شارل ششم، پادشاه فرانسه (م. ۱۴۲۲).
- ۱۴۶۹ – نیکولو ماکیاولی، سیاست‌مدار و نویسنده و مورخ ایتالیایی.
- ۱۸۵۷ – جوزف کنراد، نویسندهٔ انگلیسی با اصلیت لهستانی.
- ۱۸۸۰ – فدر فون بک، فیلد مارشال آلمانی در دوره رایش سوم.
- ۱۸۸۳ – آنتون وبرن، آهنگساز اتریشی.
- ۱۸۸۶ – کارل مان گیورگ سیگبن، فیزیک‌دان شهیر سوئدی.
- ۱۸۹۵ – آنا فروید، روانکاو اتریشی.
- ۱۹۰۰ – ریشارد کون، زیست شیمی‌دان آلمانی-اتریشی و برنده جایزه نوبل شیمی است که در سال ۱۹۳۸ برای کارهایش بر روی کاروتنوئیدها و ویتامین‌ها این جایزه را دریافت کرد.
- ۱۹۱۱ – نینو روتا، آهنگ‌ساز ایتالیایی.
- ۱۹۲۴ – جان بکوس، دانشمند آمریکایی.
- ۱۹۲۵ – کیم دای جونگ، رئیس‌جمهور سابق کره جنوبی بین سال‌های ۱۹۹۸ تا ۲۰۰۳.
- ۱۹۲۷ – اندی ویلیامز، خواننده موسیقی پاپ اهل آمریکا.
- ۱۹۳۰ – ژان-لوک گدار، کارگردان نامی موج نو فرانسوی.
- ۱۹۳۳ – پاول کروتزن، شیمیدان هلندی و برنده جایزه نوبل است که در سال ۱۹۹۵ به همراه فرانک رولند و ماریو مولینا از آمریکا «برای کار دربارهٔ شیمی اتمسفر به خصوص در مورد شکل‌گیری و تجزیه ازن»[۱] جایزه نوبل شیمی به او اعطا شد.
- ۱۹۳۴ – ویکتور گورباتکو، فضانورد اهل کشور شوروی.
- ۱۹۳۵ – ادی برنیس جانسون، نمایندهٔ حوزه انتخابیه سی‌ام تگزاس از حزب دموکرات ایالات متحده آمریکا در مجلس نمایندگان ایالات متحده آمریکا.
- ۱۹۴۲ - آلیس شوارتسر، فمینیست و روزنامه‌نگار آلمانی.
- ۱۹۴۸ – آزی آزبورن، اسطوره‌های موسیقی راک و خواننده گروه انگلیسی بلک سبث.
- ۱۹۶۰ – آزی آزبورن، بازیگر آمریکایی.
- ۱۹۶۰ – جولیان مور، بازیگر آمریکایی-بریتانیایی و نویسنده کتاب کودکان.
- ۱۹۶۵ – اندرو استنتون، کارگردان، تهیه‌کننده، نویسنده و صداگذار آمریکایی.
- ۱۹۶۸ – برندن فریزر، بازیگر آمریکایی.
- ۱۹۷۰ – کریستین کارمبئو، بازیکن فوتبال و هافبک اهل فرانسه.
- ۱۹۷۱ – فرانک سینکلر، بازیکن فوتبال جامائیکا.
- ۱۹۸۱ – داوید ویا، بازیکن فوتبال اهل اسپانیا.
- ۱۹۸۲ – مایکل اسین، بازیکن فوتبال اهل کشور غنا.
- ۱۹۸۴ – آورام پاپادوپولوس، بازیکن فوتبال اهل کشور یونان.
- ۱۹۸۵ – لاسلو چه، شناگر اهل کشور مجارستان.
- ۱۹۹۴ – جیک تی. آستین، بازیگر آمریکایی.
- ۱۹۹۶ – 
  - شوق الهادی، بازیگر کویتی.[۲]
  - انس الشریف، خبرنگار فلسطینی.

## مرگ‌ها
- ۳۱۱ - دیوکلتیان، امپراتور روم.
- ۱۱۵۴ - آناستازیوس چهارم، پاپ کلیسای کاتولیک رم.
- ۱۵۵۲ - فرانسیسکو زاویر، مبلغ مذهبی کلیسای کاتولیک.
- ۱۸۸۸ - کارل زایس، عینک‌ساز و صنعتگر آلمانی.
- ۱۸۹۴ - رابرت لویی استیونسن، نویسنده اسکاتلندی.
- ۱۹۱۲ - پرودنت مورایس، سیاستمدار اهل برزیل و سومین رئیس‌جمهور این کشور.
- ۱۹۱۹ - پیر آگوست رنوآر، نقاش فرانسوی.
- ۱۹۵۶ - الکساندر رودچنکو، هنرمند پیشرو، تندیس‌گر، نقاش، عکاس و طراح گرافیک اهل روسیه.
- ۱۹۷۹ - الکساندر رودچنکو، ورزشکار مرد رشتهٔ هاکی روی چمن اهل کشور هند.
- ۱۹۸۹ - فرناندو مارتین، بسکتبالیست اسپانیایی.
- ۲۰۱۰ - عبدوملک بهاری، شاعر کودکان و نخستین داستان‌نویس تاجیک.

## مناسبت ها
- روز جهانی معلولین
- روز جهانی زبان باسکی
- روز قانون اساسی جمهوری اسلامی ایران

## جُستارهای وابسته
- ویکی‌پدیا:یادبودهای برگزیده/۳ دسامبر